# Nowy cmentarz żydowski w Łomży
Nowy cmentarz żydowski w Łomży – cmentarz znajdujący się w Łomży przy ul. Wąskiej 69. Został założony w 1892 roku, po zapełnieniu starego cmentarza, przy drodze do Zambrowa. Ostatni znany pochówek odbył się w 1941 roku. Podczas II wojny światowej Niemcy zdewastowali cmentarz. Na powierzchni 1,9 ha zachowało się około 500 nagrobków. Teren jest ogrodzony murem.
Na którymś z łomżyńskich kirkutów, lecz nie wiadomo na którym, został pochowany Abraham Izaak Kamiński, aktor żydowski.
Na nowym kirkucie zachował się dom przedpogrzebowy zbudowany na początku XX wieku, który, podobnie jak cmentarz, wpisany został do rejestru zabytków. Obecnie pełni funkcję mieszkalną.

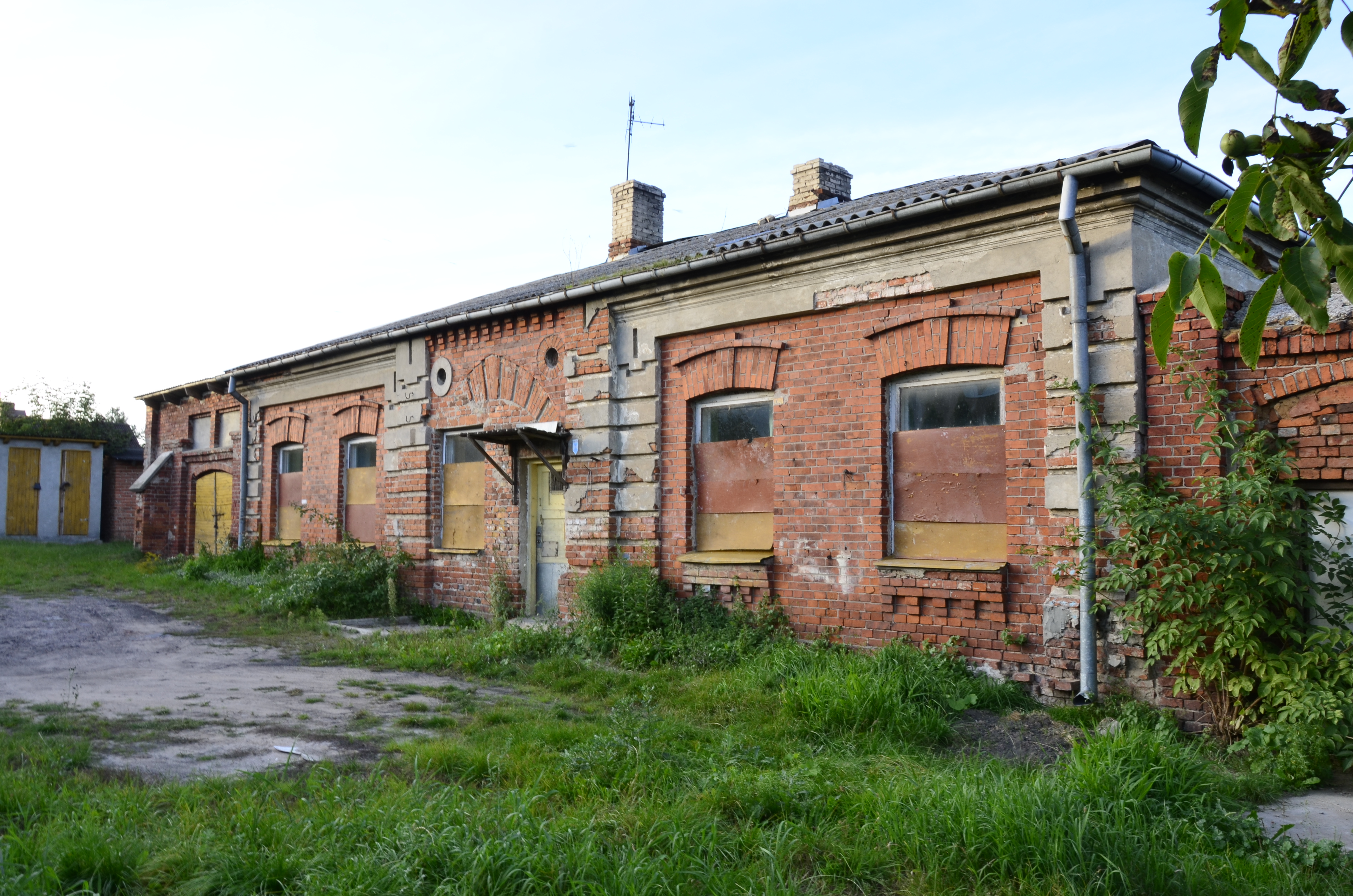
Dom przedpogrzebowy